# Аня Мугерли
Аня Мугерли (на словенски: Anja Mugerli) е словенска редакторка, драматург и писателка на произведения в жанра драма.

## Биография и творчество
Аня Мугерли е родена през 1984 г. в Шемпетер при Горичи, Словения. Завършва с бакалавърска степен специалност славенска филология в Университета в Нова Горица през 2010 г., а през 2015 г. получава магистърска степен по пърформанс и творческо писане във Факултета по хуманитарни науки на Университета на Приморска. Владее английски, испански и италиански език.
Публикува истории във всички големи словенски литературни списания, някои от които са преведени на сръбски, хърватски, македонски и литовски.
Първата ѝ книга, сборникът с разкази „Zeleni fotelj“ (Зелен фотьойл) е издадена през 2015 г. и е аплодирана от критиката.
Първият ѝ роман „Spovin“ (Сповин) е издаден през 2017 г. Историята представя скритото под повърхността на едно идилично словенско село. Романът е номиниран за наградата „Роман на годината“ в Словения.
Представена е на Първия романски фестивал през 2019 г. в Кил, Германия.
През 2021 г. е издаден сборникът ѝ с разкази „Čebelja družina“ (Пчелно семейство). Сборникът съдържа седем разказа, които са свързани с ритуали, древни обичаи и традиции на словенската култура, които са транспонирани в различен контекст или съвременна обстановка, придобивайки нова роля и форма, пресичайки граници – езикови, културни, политически, географски, реални и фиктивни. Всички истории са разположени в настоящето, с изключение на заглавната история, която е в определено историческо време. Основна е темата за семейството – за нереализирано семейство, семейство, събрано и разделено от обстоятелствата в живота, семейство, което може да стане реално в друга обстановка. Книгата получава наградата за литература на Европейския съюз за 2021 г.
Нейното писане е фино, с чудесен психологически поглед върху действащите лица на нейните истории.
Тя също така пише пиеси, две от които печелят втора награда за драматичен текст на международно състезание „Castello di Duino“ в Италия през 2011 и 2013 г.
Участва в модерирането на литературни събития.
Аня Мугерли живее в Нова Горица, на границата на Словения и Италия.

## Произведения

### Самостоятелни романи
- Spovin (2017)

### Сборници
- Zeleni fotelj (2015) – разкази
- Čebelja družina (2021) – наградата за литература на Европейския съюз Превод на български: Плечно семейство (2022), София, Колибри. Превод от словенски Людмил Димитров. ISBN 978-619-02-1131-0